# Lijst van computerspellen gebaseerd op Godzilla
Dit is een lijst van computerspellen gebaseerd op Godzilla.

## 80's en 90's
- Godzilla (Commodore 64 - 1983)
- Godzilla vs. 3 Major Monsters (MSX - 1984)
- Godzilla: Gojira-Kun (MSX - 1985)
- The Movie Monster Game (Apple II, Commodore 64 - 1986)
- Monster's Fair (MSX - 1986)
- Godzilla: Monster of Monsters (NES - 1988)
- Godzilla (Game Boy - 1990)
- Godzilla 2: War of the Monsters (NES - 1991)
- Super Godzilla (SNES - 1993)
- Godzilla: Battle Legends (Turbo Duo) - 1993)
- Godzilla: Kaijuu Daikessen (Godzilla: Monster War) (SNES - 1994)
- Kaijuu-Oh Godzilla (Godzilla: King of the Monsters - 1993)
- Godzilla: Archipelago Shock (Saturn - 1995)
- Godzilla Giant Monster March (Sega Game Gear - 1995)
- Godzilla Trading Battle (PlayStation - 1998)
- Godzilla Generations (Dreamcast - 1998)
- Godzilla Generations: Maximum Impact (Dreamcast - 1999)

## 2000's
- Godzilla: The Series—Monster Wars (GBC - 2000)
- Godzilla: Destroy All Monsters Melee (GameCube, Xbox - 2002)
- Godzilla: Domination! (GBA - 2002)
- Godzilla: Save the Earth (Xbox, PS2 - 2004)
- Godzilla: Unleashed (Wii, PS2 - 2007)
- Godzilla Unleashed: Double Smash (DS - 2007)

## 2010's
- Godzilla: Strike Zone (iOS, Android - 2014)

## Cameo’s
In verschillende andere spellen heeft Godzilla een cameo, of komt een monster voor dat op Godzilla lijkt.
- Rampage, een arcadespel met een Godzilla-achtig monster in de hoofdrol.
- The Revenge of Shinobi bevat een eindbaas gelijk aan Godzilla.
- Bart's Nightmare: bevat een level waarin Bart Simpson een soort Godzilla wordt.
- King of the Monsters, een spel gelijk aan Godzilla Domination, waarin meerdere Godzilla- en Ultraman-achtige monsters voorkomen.
- War of the Monsters, een gevechtsspel met daarin het monster Togera, dat duidelijk is gebaseerd op Godzilla.
- Samurai Western: bevat een krijger genaamd Gōjirō Kiryū (vernoemd naar Godzilla en de bijnaam voor de derde Mechagodzilla).
- Ed, Edd n Eddy: The Mis-Edventures: bevat een bonuslevel genaamd "the Revenge of edzilla".
- Minecraft: heeft een 'mod' met Modzilla en één met Godzilla.
- Fortnite: Godzilla skin (2025, Season 6, Chapter 1 - Bonus Battlepass and Store Items)